# Quận St. Charles, Louisiana
St. Charles là một quận thuộc bang Louisiana, Hoa Kỳ. Theo ước tính năm 2009, dân số quận này là 51611 người, mật độ 71 người/km².

## Dân số
Biến động dân số qua các từ 1900-2010: